# Kenner (Luisiana)
Kenner é uma cidade localizada no estado americano de Luisiana, na Paróquia de Jefferson.

## Demografia
Segundo o censo americano de 2000, a sua população era de 70.517 habitantes.
Em 2006, foi estimada uma população de 66.592, um decréscimo de 3925 (-5.6%).

## Geografia
De acordo com o United States Census Bureau tem uma área de
39,5 km², dos quais 39,2 km² cobertos por terra e 0,3 km² cobertos por água.

## Localidades na vizinhança
O diagrama seguinte representa as localidades num raio de 12 km ao redor de Kenner.